# أزمة الملوحة المسينية

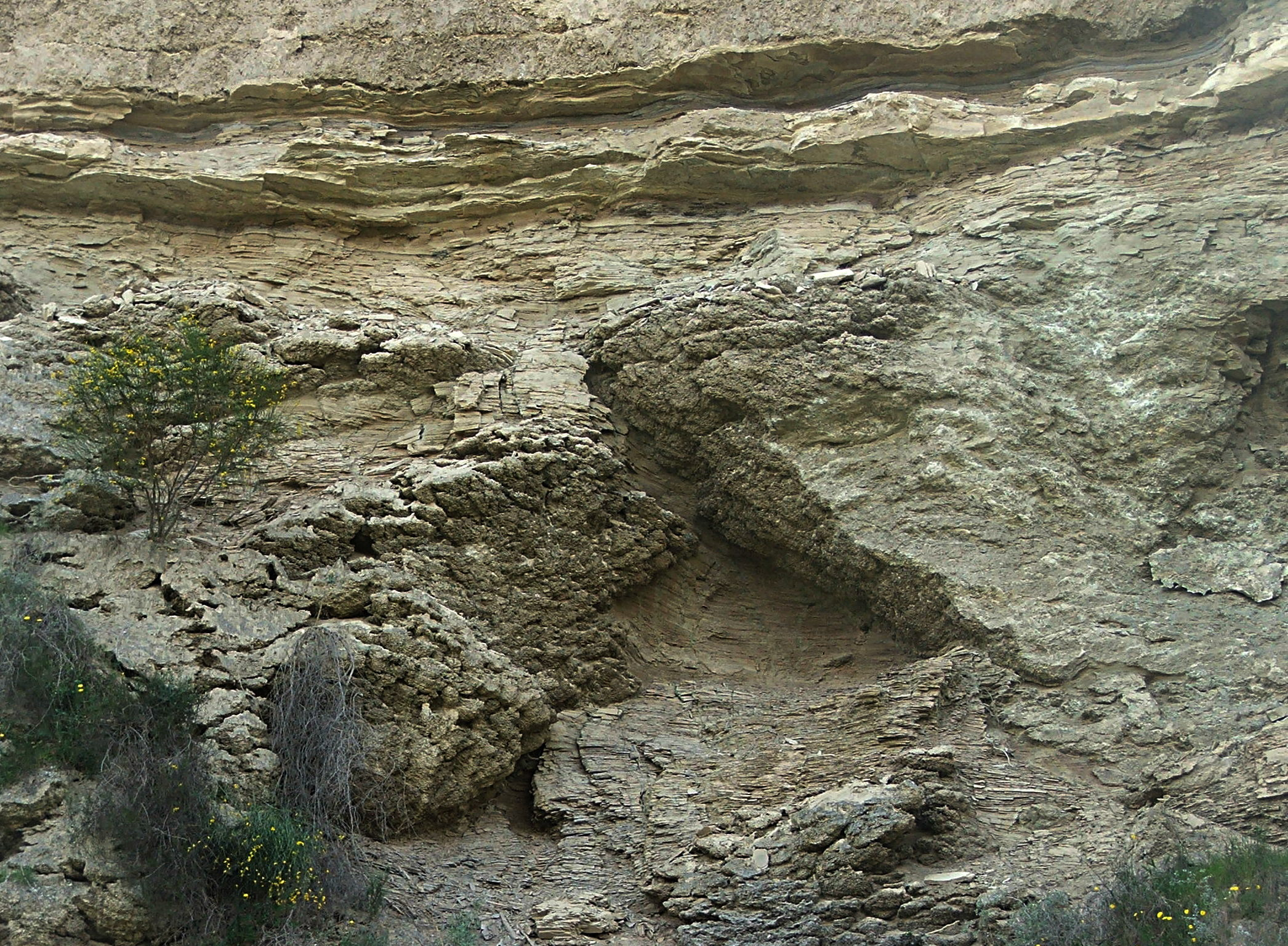
جبس يساريس عضو حوض الزورباس، تشكل بالتزامن مع أزمة الملوحة الميسينية. ويمكن رؤية الجبس بوضوح وقد تشكل على سطح الرواسب، مكونًا مخاريطًا مفصولة برواسب مغلفة.

كانت أزمة الملوحة المسينية حدثًا جيولوجيًا دخل خلاله البحر الأبيض المتوسط في دورة جفاف جزئي أو شبه كامل خلال الجزء الأخير من مرحلة المسيني من فترة الميوسين. انتهت الأزمة بفيضان الزانكلي، عندما استعاد المحيط الأطلسي الحوض.